# NMDA 수용체 길항제

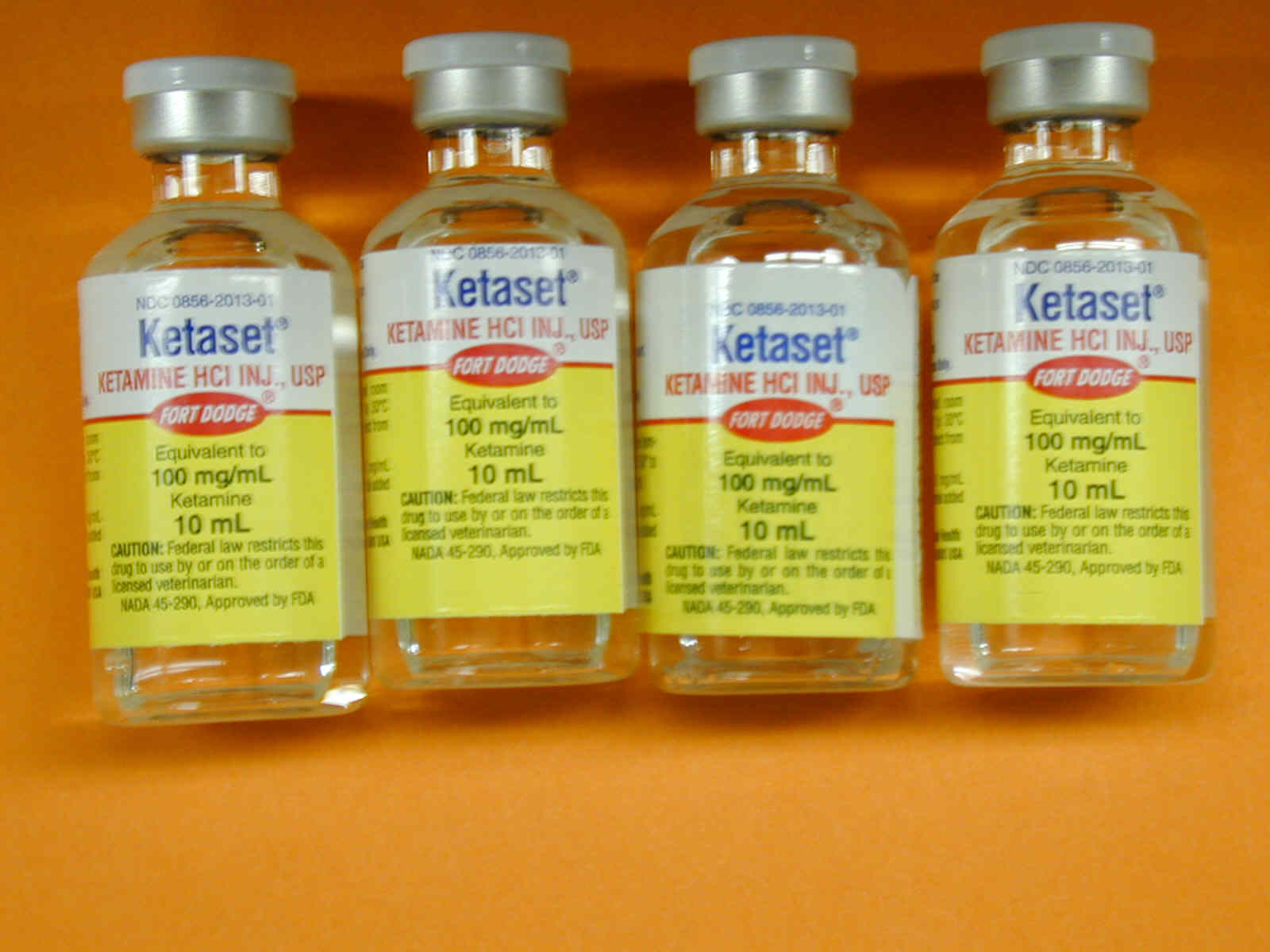
케타민은 가장 인기 있는 NMDA 수용체 길항제 중 하나이다.

NMDA 수용체 길항제(영어: NMDA receptor antagonist)는 N-메틸-D-아스파르트산 수용체(NMDAR)에 길항적으로 작용하거나 작용을 억제하는 약물의 부류이다. 이들은 일반적으로 사람과 동물의 마취제로 사용되며, 이들이 유도하는 마취 상태를 해리성 마취라고 한다.
페티딘, 레보르파놀, 메타돈, 덱스트로프로폭사펜, 트라마돌, 케토베미돈 등 몇몇 합성 오피오이드는 NMDA 수용체 길항제로도 작용한다.
케타민, 덱스트로메토르판(DXM), 펜사이클리딘(PCP), 메톡세타민(MXE) 및 아산화 질소(N2O)와 같은 일부 NMDA 수용체 길항제는 해리성, 환각성 및 행복감을 주는 특성으로 인해 때때로 기분전환용 약물로 사용된다. 기분전환용으로 사용할 경우 해리성 약물로 분류된다.

## 같이 보기
- NMDA
- NMDA 수용체
- AMPA
- AMPA 수용체